# Heenfaru
Heenfaru est une petite île inhabitée des Maldives.

## Géographie
Heenfaru est située dans le centre des Maldives, au centre de l'atoll Ari, dans la subdivision de Alif Dhaal.